# Лёвильское кладбище
Лёви́льское кладбище (англ. Leuville cemetery) — некрополь в коммуне Лёвиль-сюр-Орж в департаменте Эсон, Франция.
Кладбище разделено на две части: одна сторона принадлежит местному муниципалитету, другая является грузинским братским кладбищем.

## История
На кладбищенском обелиске работы архитектора Юберта на лицевой стороне надпись: «В память о Луи Александре Перро, родившемся в Левиле 6 декабря 1862 года, умершего 13 ноября 1885 года в машине скорой помощи Цао-Гион».
Перевод на это место старинного кладбища, располагавшегося у местной церкви, начался в 1914 году. Мероприятия затянулись из-за начавшейся Первой мировой войны. В 1921 году проект нового кладбища был поручен архитектору Жаку Брюеру.
Кладбище открыто в 1923 году.
Инициатором создания специального грузинского участка на кладбище выступил глава Грузинской ассоциации во Франции Шалва Скамкочаишвили (1904—1949)
Грузинский участок официально утверждён в 1955 году после заключения соглашения между местным муниципалитетом и Грузинской ассоциацией во Франции, на землях, выделенных безвозмездно.
Первым захоронением представителя грузинской эмиграции считается погребение в 1931 году жены Эквтиме Такаишвили Нины. После окончания Второй мировой войны её прах был перевезён в Тбилиси вернувшимся в СССР Эквтиме.
3 сентября 1984 года на центральном вокзале Монреаля взорвалась бомба, в результате чего многие были ранены и погибли трое молодых французских туристов, они похоронены на этом кладбище.
В связи с истечением сроков некоторых концессий ряд могил оказался утраченным.
Было проведено несколько инвентаризаций: в 1971, 2000, 2005, 2011 годах.
После восстановления государственной независимости Грузии в 1991 году грузинская часть кладбища стала местом паломничества властей этой страны, как политических, так и религиозных, кладбище посетили президенты Грузии Эдуард Шеварднадзе, Михаил Саакашвили, Георгий Маргвелашвили и Саломе Зурабишвили, а также Католикос-Патриарх всея Грузии Илия II.
Ежегодно, 26 мая, представители местной администрации и грузинской диаспоры совместно проводят на кладбище мемориальные мероприятия.

## Грузинский мемориальный некрополь
На грузинской части кладбища похоронены многие видные деятели грузинской истории (резиденция представителей грузинской эмиграции находилась в Лёвиль-сюр-Орже): Ражден Арсенидзе, Константин Гварджаладзе, Евгений Гегечкори, Илья Зданевич, Виктор Нозадзе, Акакий Чхенкели, Какуца Чолокашвили (23 ноября 2005 года перезахоронен в Мтацминдском пантеоне), Акакий и Тамар Папава, Ной Рамишвили, Калистрат Салия, Ираклий Церетели, Михаил Церетели, Ной Жордания, Илья Нуцубидзе и др.
Здесь покоятся грузинские политические деятели, умершие за пределами Франции, такие как Михаил Кедиа (1902—1952), Григол Робакидзе (1882—1962) и Михаил Церетели (1878—1965).
По подсчётам 2004 года, на кладбище около 500 захоронений представителей грузинской диаспоры (примерно 50 % от всех захоронений на кладбище). При их погребениях спуск гроба обычно сопровождается горсткой грузинской земли. На могиле Николоза Дадиани (1879—1939) высечена эпитафия: «Даже кости думают о Грузии»
Надгробия украшены гравировками на французском и грузинском языках. Надписи указывают имена, годы рождения и смерти умерших, в исключительных случаях некоторые сведения о жизни. Старые надписи частично стёрты.